# Польское общество почвоведов
Польское общество почвоведов (пол. Polskie Towarzystwo Gleboznawcze) — польское научное общество, основанное в 1937 году в Варшаве.
Согласно Уставу, целью Общества является развитие почвоведения, деятельность по изучению почвы и её сохранению, обмен опытом и распространение научных достижений в этой области, повышение профессиональной квалификации и поддержка научной и практической деятельности членов Общества.
Общество является членом Международного союза почвоведов (IUSS), сотрудничает с Европейским союзом наук о Земле (EGU), с российским Докучаевским обществом почвоведов, германским, литовским, украинским обществами почвоведов, а также с различными экологическими и научными организациями Польши.
Общество издаёт профессиональную литературу, в том числе научное периодическое издание Soil Science Annual (прежнее название — Rocznik Gleboznawcze).
В состав Общества входят 13 региональных филиалов.
Председателем Общества является доктор наук, профессор Zbigniew Zagórski.
Актуальная информация о деятельности Общества публикуется на сайте ptg.sggw.pl.